# تپه دو خواهران
تپه دو خواهران مربوط به هزاره اول قبل از میلاد است و در شهرستان بروجرد، بخش مرکزی، روستای اسد خانی واقع شده و این اثر در تاریخ ۲۳ شهریور ۱۳۸۲ با شمارهٔ ثبت ۱۰۰۰۳ به‌عنوان یکی از آثار ملی ایران به ثبت رسیده است.